# 深井利寿
深井 利寿（ふかい としひさ、1974年8月8日 - ）は、滋賀県出身の競艇選手。登録番号3918。身長161cm。血液型O型。81期。滋賀支部所属。同期に佐々木康幸、飯山泰、池田浩美らが、弟子に遠藤エミがいる。

## 来歴
- 1997年11月16日、琵琶湖競艇場でデビュー。同日1Rで初勝利（初出走）。20日、初優出（5着）[1]
- 2001年4月22日、常滑競艇場での「第4回日本財団会長杯争奪戦競走」で初優勝。
- 2004年1月27日、徳山競艇場での「G1共同通信社杯 第18回新鋭王座決定戦競走」にG1初出場。
- 2007年6月21日、津競艇場での「G1つつじ賞王座決定戦 開設55周年記念」でG1初優出（3着）[2]。
- 2012年6月11日、児島競艇場での「G1児島キングカップ 開設60周年記念」でG1初優勝（記念優出2回目）。

## 人物・エピソード
- スタート無事故2000走以上継続中のままで記念制覇をするのは、1991年2月13日桐生競艇場関東地区選で優勝した加藤峻二以来、21年ぶりの出来事[3]。